# Iglesia de Santo Tomás (Berlín)
La iglesia de Santo Tomás es un edificio religioso destinado al culto evangélico luterano situado en la Mariannenplatz en Berlín-Kreuzberg, Alemania. 
Consagrada al apóstol Tomás, fue construida en estilo neoclásico en el siglo XIX. Fue hasta la construcción de la Catedral de Berlín (Berliner Dom) el mayor lugar de culto de Berlín y representaba una de las más grandes congregaciones evangélicas del mundo, albergando 150.000 fieles.
El edificio tiene una planta cruciforme. Está coronado por una cúpula de 56 m de altura y dispone de dos campanarios de 48 m encarados a la Mariannenplatz.